# Gashoka (vattendrag)
Gashoka är ett vattendrag i Burundi.   Det ligger i provinsen Cankuzo, i den östra delen av landet, 130 kilometer öster om huvudstaden Bujumbura.
Omgivningarna runt Gashoka är en mosaik av jordbruksmark och naturlig växtlighet. Runt Gashoka är det ganska tätbefolkat, med 155 invånare per kvadratkilometer.